# Lwalu
Le lwalu, aussi appelé lwalwa ou khongo, est une langue bantoue parlée par les Lwalwa en République démocratique du Congo dans le territoire de Luiza et en Angola dans la municipalité de Cambulo. Welmers donne le nombre de 21 000 locuteurs lwalu en 1971.

## Répartition géographique
Les Lwalwa, parlant le lwalu, sont répartis en province du Kasaï central dans les secteurs Kabalekese et Lueta du territoire de Luiza et dans les secteurs Bashi-Mboie et Kavula du territoire de Kazumba.

## Dialectes
L’Atlas linguistique d’Afrique centrale dénombre les dialectes ou variantes du shilwálwá suivants :
- shíkǎmbundi
- shíkǎmukíshi
- shílwálwá shá Mwamónó
- shílwalwá shá Shápula.